# Les Dix Petits Indiens
Pour les articles homonymes, voir Dix Petits Indiens.
Pour plus de détails, voir Fiche technique et Distribution.
Les Dix Petits Indiens (Ten Little Indians) est un film britannique réalisé par George Pollock, sorti en 1965. Il s'agit de la seconde adaptation au cinéma du roman Dix Petits Nègres d'Agatha Christie.
Le film se déroule dans une demeure perchée au sommet d'une montagne enneigée, où dix personnes doivent mourir les unes après les autres.

## Synopsis
Huit personnes voyagent en téléphérique jusqu'a un chalet enneigé dans une zone désertique des Alpes Autrichiennes,invitées la par un certain Mr A.N O'Nyme pour y passer le week-end. Elles découvrent qu'aucune d'entre elles n'a jamais rencontré Mr O'Nyme, même pas sa nouvelle secrétaire Ann Clyde, ou encore ses deux domestiques, un couple marié, les Grohmann.
Des copies encadrées de la comptine pour enfants "Dix petits Indiens" sont accrochées au mur de la chambre de chaque invité.Le diner est servi par le majordome Grohmann sur un plateau orné de dix figurines de petit indiens.A 21 heures précises, comme demandé par Mr O'Nyme,Grohmann active un enregistrement caché.Un homme se présentant comme O'Nyme révèle que chacun des dix invités a un secret scandaleux : leur implication dans la mort de plusieurs innocents.
Un par un, les invités commencent a mourir.L'invité/chanteur Mike Raven s'étouffe en buvant un verre d'alcool qui était empoisonné puis décède.Le lendemain matin, le câble du téléphérique est coupé,tuant la cuisinière,Elsa Grohmann, qui tentait de s'enfuir.L'un des invités, le général Mandrake organise une fouille du chalet, séparant tout le monde en deux, ce qui conduit a sa mort, lorsqu'il est poignardé dans la cave du chalet,après avoir été distrait par un chat.Il devient clair que le tueur inconnu
suit les couplets de la chanson des dix petits indiens.Ann Clyde,la secrétaire, commence une relation romantique avec l'invité/ingénieur Hugh Lombard, pendant qu'eux et les autres commencent un jeu mortel du chat et des souris,finissant par déduire que le tueur est leur hôte qui se cache parmi eux.
Après avoir été soupçonné par les autres, le majordome Joseph Grohmann tente de s'enfuir en descendant la montagne du Saut du Diable, mais meurt après que sa corde ait été coupée par une hache, le faisant tomber et le tuant.L'invitée Ilona Morgan confesse amèrement sa responsabilité dans le suicide de son mari, et est plus tard retrouvée morte dans sa chambre,tuée par une injection de poison, faite par une seringue.Maintenant les cinq invités restants se méfient des autres, et des alliances sont formés pendant que le groupe électrogène s'éteint, plongeant le chalet ses cinq occupants restant dans le noir.Au diner, chacun avoue ses crimes,mais avant qu'Ann 
ait révélée la nature de son crime, elle va chercher un manteau dans sa chambre,ou elle hurle en découvrant un leurre indien pendu au plafond.Dans la confusion, le juge Cannon, est retrouvé mort, une balle dans la tête.
Le Dr Armstrong fait part de ses soupçons a l'égard d'Ann, que Lombard rejète avec colère.Dans la nuit,Lombard se rend dans la chambre d'Ann et lui explique que son vrai nom est Charles Morley et que le vrai Lombard est son ami qui s'est suicidé et qu'il a décidé de se rendre au chalet a sa place.Morley donne a Ann son revolver pour qu'elle se protège.Le lendemain matin l'invité/détective William Blore découvre que le Dr Armstrong a disparu et avec l'aide D'Ann et Morley conduit une fouille du chalet et de ses environs. Blore se sépare du groupe et se rend a l'extérieur ou il est écrasé par une pendule en forme d'ours.Ann et Morley découvrent le corps du Dr Armstrong dans la neige et concluent que le tueur doit être l'un d'eux.Ann pointe le revolver sur Morley et lui tire dessus avant de retourner au chalet.Elle monte au premier étage
et découvre le Juge Cannon plutôt vivant pour un cadavre, qui révèle comment il a convaincu le Dr Armstrong de l'aider a simuler sa mort soi-disant pour retrouver l'assassin, et que ensuite il a tué le docteur.Il ajoute qu'il va s'empoisonner dans le but de laisser Ann en tant que seule survivante et qu'elle a le choix entre se pendre ou être punie par la loi en tant que seule meurtrière possible.
Pendant que le juge Cannon explique son plan alors qu'il a pris une dose mortelle de poison, Morley réapparait,vivant.Pendant qu'il meurt, le juge Cannon se rend compte que son plan a échoué, et Ann et Morley s'embrassent de soulagement.Ils voient le chat assis dans le plateau de fruits,avec seulement deux figurines d'Indiens sur le plateau.

## Fiche technique
- Titre original : Ten Little Indians
- Titre français : Les Dix Petits Indiens
- Réalisation : George Pollock
- Scénario : Harry Alan Towers et Peter Yeldham, d'après le roman Dix Petits Nègres d'Agatha Christie
- Direction artistique : Frank White
- Photographie : Ernest Steward
- Montage : Peter Boita
- Musique : Malcolm Lockyer
- Production : Harry Alan Towers
- Production déléguée : Oliver A. Unger (non crédité)
- Production associé : Harry M. Popkin
- Société de production : Tenlit Films Ltd.
- Société de distribution : Warner-Pathé Distributors
- Pays de production :  Royaume-Uni
- Langue : anglais, allemand (quelques phrases)
- Durée : 91 min
- Format : Noir et blanc — 35 mm — 1.85:1 — Son mono (RCA Sound Recording)
- Genre : Film policier, Mystère
- Durée : 91 minutes
- Dates de sortie :
  - Royaume-Uni : juin 1965
  - États-Unis : 9 février 1966
  - France : 11 mai 1966

## Distribution
- Hugh O'Brian (VF : Jean-Pierre Duclos) : Hugh Lombard/Charles Morley

- Shirley Eaton (VF : Nadine Alari): Ann Clyde

- Fabian (VF : Bernard Woringer): Michael "Mike" Raven
- Leo Genn (VF : Jean Berger) : Sir John Mandrake

- Stanley Holloway (VF : Jean Clarieux) : William Blore

- Wilfrid Hyde White (VF : Gérard Ferat) : Juge Arthur Cannon

- Daliah Lavi (VF : Nelly Benedetti): Ilona Bergen

- Dennis Price (VF : Jean Michaud): Dr Edward Armstrong

- Marianne Hoppe : Elsa Grohman

- Mario Adorf (VF : Gérard Buhr): Joseph Grohmann

- Christopher Lee : Voix de Mr "A.N O'Nyme"

## Autour du film
- Le film s'arrête une minute peu avant la fin pour récapituler les événements et permettre aux spectateurs de deviner le meurtrier. La fin se déroule a priori comme dans la version de 1974. Ceci étant, c'est peut-être la version de 1974 qui s'arrête un peu avant la fin, car selon les pays ayant participé à la production (au nombre de 5), il y a au moins 4 montages différents, avec des différences portant jusqu'à 10 minutes)[réf. nécessaire].

### Différences avec le roman
- La fin utilisée est celle heureuse réécrite par Agatha Christie pour sa pièce de théâtre Dix Petits Nègres, également utilisée dans la première adaptation cinématographique Dix Petits Indiens de 1945.
- L'histoire ne se déroule pas sur une île au large du Devon mais dans un chalet à la montagne.